# Just Cause (jogo eletrônico)
Just Cause é um videojogo de acção-aventura jogado num ambiente de mundo aberto. foi produzido pela Avalanche Studios e publicado pela Eidos Interactive, o primeiro da série Just Cause. Foi lançado para Microsoft Windows, PlayStation 2, Xbox e Xbox 360. A área ficticia que se pode explorar no jogo tem aproximadamente 250,000 acre (1,012 km2; 391 sq mi) em tamanho, com 21 missões principais juntamente com mais de 300 secundárias. Em Abril de 2009 já tinham sido vendidas mais de um milhão de cópias.
Just Cause decorre em San Esperito, uma ilha fictícia das Caraíbas. Rico Rodriguez, um operacional de uma organização conhecida como Agency, foi contratado pelo seu comandante Tom Sheldon para participar na guerrilha que quer destituir o ditador da ilha, Salvador Mendoza, que se julga estar em posse de armas de destruição maciça.[carece de fontes?]
A sequencia produzida pela Avalanche Studios, publicada pela Eidos Interactive e distribuída pela Square Enix, com o titulo Just Cause 2, foi lançada em Março de 2010. Just Cause 3, foi revelado em 2014 com lançamento planeado até final de 2015.